# El Camino (album van The Black Keys)
El Camino is het zevende studioalbum van het Amerikaanse bluesrockduo The Black Keys. Het album werd geproduceerd door de band zelf, in samenwerking met Danger Mouse en het album werd uitgebracht op 6 december 2011 op het label Nonesuch Records.

## Tracklist
| 1.                 | "Lonely Boy"              | 3:13 |
| 2.                 | "Dead and Gone"           | 3:41 |
| 3.                 | "Gold on the Ceiling"     | 3:44 |
| 4.                 | "Little Black Submarines" | 4:11 |
| 5.                 | "Money Maker"             | 2:57 |
| 6.                 | "Run Right Back"          | 3:17 |
| 7.                 | "Sister"                  | 3:25 |
| 8.                 | "Hell of a Season"        | 3:45 |
| 9.                 | "Stop Stop"               | 3:30 |
| 10.                | "Nova Baby"               | 3:27 |
| 11.                | "Mind Eraser"             | 3:15 |
| Totale duur: 38:23 |                           |      |